# Asalem
Asalem este un oraș din Iran.